# Табриз
Табриз (перс. تبريز) је четврти највећи град Ирана и главни град покрајине Источни Азербејџан на северозападу земље. Према попису из 2013. у граду је живело 2.187.998 становника. По индустријском значају, Табриз је други град у Ирану, после Техерана.
У Табризу се река Кури улива у реку Аџи. Град се налази на надморској висини од 1351 метра.
Град је настао у 7. веку. Калифова жена Зубаида је после земљотреса 791. обновила и улепшала град, тако да се сматра његовим оснивачем. Од краја 13. до средине 14. века Табриз је био престоница монголског Илканата.

## Географија

### Клима
| Клима (Табриз)             | Клима (Табриз) | Клима (Табриз) | Клима (Табриз) | Клима (Табриз) | Клима (Табриз) | Клима (Табриз) | Клима (Табриз) | Клима (Табриз) | Клима (Табриз) | Клима (Табриз) | Клима (Табриз) | Клима (Табриз) | Клима (Табриз) |
| Показатељ \ Месец          | .Јан.          | .Феб.          | .Мар.          | .Апр.          | .Мај.          | .Јун.          | .Јул.          | .Авг.          | .Сеп.          | .Окт.          | .Нов.          | .Дец.          | .Год.          |
| -------------------------- | -------------- | -------------- | -------------- | -------------- | -------------- | -------------- | -------------- | -------------- | -------------- | -------------- | -------------- | -------------- | -------------- |
| Средњи максимум, °C (°F)   | 1,2 (34,2)     | 3,8 (38,8)     | 10,1 (50,2)    | 16,5 (61,7)    | 22,5 (72,5)    | 28,6 (83,5)    | 32,9 (91,2)    | 32,3 (90,1)    | 28,2 (82,8)    | 19,9 (67,8)    | 12,1 (53,8)    | 4,9 (40,8)     | 17,8 (64)      |
| Просек, °C (°F)            | −3,2 (26,2)    | −0,8 (30,6)    | 4,9 (40,8)     | 10,9 (51,6)    | 16,5 (61,7)    | 21,9 (71,4)    | 26,0 (78,8)    | 25,3 (77,5)    | 21,1 (70)      | 13,5 (56,3)    | 6,5 (43,7)     | 0,3 (32,5)     | 11,9 (53,4)    |
| Средњи минимум, °C (°F)    | −6,6 (20,1)    | −4,5 (23,9)    | 0,3 (32,5)     | 5,7 (42,3)     | 10,6 (51,1)    | 15,2 (59,4)    | 19,6 (67,3)    | 19,0 (66,2)    | 14,3 (57,7)    | 8,0 (46,4)     | 2,1 (35,8)     | −3,0 (26,6)    | 6,7 (44,1)     |
| Количина падавина, mm (in) | 25,8 (10,16)   | 25,3 (9,96)    | 47,0 (18,5)    | 53,6 (21,1)    | 41,9 (16,5)    | 18,1 (7,13)    | 3,2 (1,26)     | 4,4 (1,73)     | 9,4 (3,7)      | 28,4 (11,18)   | 28,0 (11,02)   | 26,0 (10,24)   | 310,9 (122,4)  |
| [ тражи се извор ]         |                |                |                |                |                |                |                |                |                |                |                |                |                |

## Становништво
Према попису, у граду је 2011. живело 2.187.998 становника.
Према попису, у граду је 2013. живело 2.415.673 становника.
| 1991.     | 1996.     | 2006.     | 2011.     |
| --------- | --------- | --------- | --------- |
| 1.308.482 | 1.591.043 | 1.898.060 | 2.187.998 |